# Biljana Crvenkoska
Biljana Crvenkoska (în macedoneană Билјана Црвенкоска) (n. 6 septembrie 1983, Skopje, Republica Socialistă Macedonia, RSF Iugoslavia) este o handbalistă macedoneană care, până în 2012, a evoluat pentru clubul italian PDO Salerno. Crvenkoska este și componentă a echipei naționale a Macedoniei.
Biljana Crvenkoska joacă pe postul de coordonator și este, începând din 2012, legitimată la clubul ŽRK Vardar Skopje.

## Palmares
- Liga Campionilor:
  - Finalistă: 2005, 2002
  - Sfert-finalistă: 2006
- Trofeul Campionilor:
  - Finalistă: 2004, 2002
- Campionatul Italiei:
  - Câștigătoare: 2010, 2011
- Cupa Italiei:
  - Câștigătoare: 2012
- Supercupa Italiei:
  - Câștigătoare: 2011, 2012